# Altay harckocsi
Az Altay harckocsi egy fejlesztés alatt álló török harckocsi, amelyet a Otokar hadiipari cég fejlesztett ki elsősorban a hazai igények figyelembevételével. A harmadik generációs harckocsi nevét Fahrettin Altay tábornokról kapta, aki a török függetlenségi háborúban az V. Lovassági Hadosztály parancsnoka volt. A tervek szerint 2015-re lesz kész a sorozatgyártásra.